# William Odling
William Odling est un chimiste britannique du XIXe siècle né le 5 septembre 1829 à Southwark, Londres, et mort le 17 février 1921 à Oxford.
Il a travaillé sur le tableau de la classification des éléments atomiques (à l'époque appelés « atomes »), projet sur lequel travaillait aussi le chimiste russe Mendeleïev.

## 1855-1857 Consécration de la tétravalence du carbone
Odling, lors d’une conférence qu’il donna à la Royal Institution en 1855, intitulée The Constitution of Hydrocarbons, proposa un « modèle méthane » pour le carbone.
Cette proposition eut au moins un succès. Car (peut-être influencé par l'article d'Odling), August Kekulé a fait une suggestion similaire en 1857, puis dans un article ultérieur plus tard au cours de la même année, a proposé que le carbone soit un élément tétravalent.

## 1860 Odling et plusieurs savants coiffés au poteau, malgré la qualité de leurs ébauches
Dans les années 1860, Odling (comme Lothar Meyer, John Newlands et de nombreux chimistes) travaillait à l’établissement d’un tableau périodique des éléments. 
En effet William Odling et Lothar Meyer ont élaboré des tableaux ressemblant au tableau original de Dimitri Mendeleïev. 
De plus :
- Odling a établi un tableau d'éléments en utilisant des unités répétitives de sept éléments, ce qui présente une ressemblance frappante avec le premier tableau de Mendeleïev.
- En effet Odling était intrigué par les poids atomiques et l'occurrence périodique de propriétés chimiques.
- Les groupes sont horizontaux, les éléments sont en ordre croissant de poids atomique et il y a des emplacements vacants pour les éléments non encore découverts.
- En outre, Odling a surmonté le problème du tellure-iode et a même réussi à obtenir du thallium, du plomb, du mercure et du platine dans les groupes appropriés, ce que Mendeleïev n’a pas réussi à faire à sa première tentative.

## Carrière avant l'invention duTableaude Mendeleïev
Odling est également membre (1848–1856), puis secrétaire honoraire (1856–1869) de la Chemical Society of London.
Odling devient professeur de chimie à la faculté de médecine du St Bartholomew's Hospital et démonstrateur à la faculté de médecine du Guy's Hospital en 1850. 
En 1859, il est nommé membre de la Royal Society of London.

## Carrière après l'invention duTableaude Mendeleiev
Odling quitte St Bartholomew en 1868 ; il devient professeur Fullerian de chimie à la Royal Institution où, en 1868 et 1870, il est invité à prononcer la Conférence de Noël de la Royal Institution (en) sur les changements chimiques du carbone et sur « Burning and Unburning ».
En 1872, il quitta la Royal Institution et devint professeur Waynflete (en) de chimie et membre du Worcester College d'Oxford, où il resta jusqu'à sa retraite en 1912.
Odling fut également membre (1848–1856), secrétaire honoraire (1856–1869), vice-président (1869–1872) et président (1873–1875) de la Chemical Society of London. Odling fut également censeur (1878–1880 et 1882–1891), vice-président (1878–1880 et 1888–1891) et président (1883–1888) du Royal Institute of Chemistry.
En 1875, l'Université de Leyde aux Pays-Bas lui décerne un doctorat honorifique.

## Distinctions et récompenses
- Membre de la Royal Society
- Président de la Chemical Society of London entre 1873 et 1875
- Président du Royal Institute of Chemistry entre 1883 et 1888